# 홍세연
홍세연(1973년 11월 30일~)은 대한민국의 작가 이자 서양화가이고, 충청남도 서산시에서 태어났다.

## 학력
- 2005년 ~ 2011년 홍익대학교 미술대학 회화과 (졸업)
- 1998년 ~ 2005년  홍익대학교 대학원 회화과 (졸업)
- 1993년 ~ 1998년  홍익대학교 대학원 회화과 (졸업)

## 수상
- 2007 제26회 대한민국 미술대전 비구상부문 양화분야
- 2006 제2회 세까이도 국제현대회화전 협찬사상

## 경력
- 2010.3~2015.2 홍익대학교 회화과 시간강사

## 도서
- 2020년 명화로 읽는 미술 재료 이야기(템페라에서 아크릴까지)

## 기타
- 2021 전시개인전: The Healing
- 2020 전시개인전: The Forest